# Lingua meänkieli
Il tornedaliano, nome nativo meänkieli (lett. "la nostra lingua", dal finlandese meidän kieli), chiamato anche tornionlaaksonsuomi in finlandese e tornedalsfinska in svedese (entrambi i termini significano "finlandese del Tornedalen"), è una varietà linguistica della lingua finlandese appartenente al gruppo dei dialetti della Lapponia meridionale, parlato nel Tornedalen sia in Svezia che in Finlandia. In Svezia esso è ufficialmente riconosciuto come minoranza linguistica e ha pari dignità con il finlandese; in Finlandia esso è invece considerato semplicemente un dialetto.
La differenza sostanziale con il finlandese è l'assenza dei neologismi nati nella lingua finlandese durante il XIX e XX secolo. Nel meänkieli vi sono inoltre molti prestiti dalla lingua svedese, alla stregua del dialetto finlandese di Rauma. Una peculiarità lessicale che lo differenzia dal finlandese è l'assenza dei casi comitativo e istruttivo.

## Storia
Il meänkieli ha iniziato a differenziarsi dal finlandese dal 1809, quando la Finlandia venne ceduta dalla Svezia alla Russia. Diventando dunque il confine fra le due nazioni il fiume Torniojoki, le persone di lingua finlandese che vivevano sulla riva occidentale del fiume rimasero politicamente e linguisticamente separate dal resto della Finlandia. Intorno al 1880 il regno svedese prese decisioni nei confronti dell'utilizzo esclusivo della lingua svedese da parte dei suoi abitanti. Una ragione era politico-militare: le persone vicino al confine, che parlavano meglio la lingua dello stato adiacente anziché del proprio, non potevano essere considerate persone di fiducia in caso di guerra. Un'altra ragione era razziale: nel libro di Ludvig Douglas, Hur vi förlande Norrland ("Come abbiamo perso il Norrland"), Stoccolma, 1889, p. 17, per esempio si afferma:
"Le tribù sami e finlandesi sono più vicine alla Russia che alla Scandinavia."
Le scuole della regione insegnavano solo lo svedese, e ai bambini era proibito, a rischio di punizioni corporali, di parlare qualsiasi altra lingua anche durante il tempo libero.
Un linguaggio dunque completamente separato dalla vita pubblica e parlato solamente nella sfera privata ha inevitabilmente visto il numero dei suoi locutori diminuire progressivamente. I neologismi sono da considerare tutti esclusivamente prestiti dalla lingua svedese. Il meänkieli può essere dunque considerato un vecchio dialetto finlandese con l'aggiunta di nuovi termini sotto forma di prestiti svedesi, e vivo principalmente in forma orale.

## Il meänkieli oggigiorno
Su proposta della lega dei comuni svedesi del Tornedalen, il parlamento svedese ha deciso, il 2 dicembre 1999, di riconoscere i locutori di lingue finnosami della valle del fiume Tornio come una minoranza etnica. Il 1º gennaio 2000 la legge è entrata in vigore, e in base ad essa è consentito usare, nei comuni del Norrbotten di Kiruna, Gällivare, Pajala, Övertorneå e Haparanda, il finlandese e il meänkieli nei rapporti ufficiali con le autorità pubbliche e nei tribunali. È inoltre concesso il diritto di insegnare e mantenere tali lingue.
Il 1º aprile 2002, una nuova legge ha riconosciuto a livello nazionale le "lingue minoritarie svedesi".
Il numero di persone che oggigiorno parlano il meänkieli varia grandemente, proprio per il suo uso principalmente orale; si stima che sia parlato da 30.000 - 70.000 persone, principalmente nella regione del Nordbotten, e generalmente è più grande il numero di persone che lo comprendono rispetto a quelli di coloro che lo parlano.
La tutela amministrativa del linguaggio non è ancora riuscita a limitare il rischio estinzione; esso è comunque insegnato all'Università di Stoccolma, all'Università tecnologica di Luleå e all'Università di Umeå. Lo scrittore Mikael Niemi, autore del romanzo Musica rock da Vittula, da cui è stato tratto anche l'omonimo film, ha portato alla ribalta la questione della lingua del meänkieli sia a livello nazionale che internazionale. Dagli anni ottanta i locutori del meänkieli hanno acquisito maggiore coscienza dell'importanza della loro lingua come un segno della propria identità culturale di cui non vergognarsi. Oggigiorno sono scritti libri di grammatica, ed esiste una versione della Bibbia in meänkieli; sia a livello teatrale che televisivo esistono produzioni in tale lingua, nonostante sia stimato che il numero di locutori stia ancora progressivamente diminuendo.

## Confronto tra finlandese e meänkieli
| Meänkieli                                   |  | Finlandese                                     |
| ------------------------------------------- |  | ---------------------------------------------- |
| Ruotti oon demokratia. Sana demokratia      |  | Ruotsi on demokratia. Sana demokratia          |
| tarkottaa kansanvaltaa. Se merkittee        |  | tarkoittaa kansanvaltaa. Se merkitsee,         |
| ette ihmiset Ruottissa saavat olla matkassa |  | että ihmiset Ruotsissa saavat olla mukana      |
| päättämässä miten Ruottia pittää johtaa.    |  | päättämässä, miten Ruotsia pitää johtaa.       |
| Meän perustuslaissa sanothaan ette kaikki   |  | Meidän perustuslaissamme sanotaan, että kaikki |
| valta Ruottissa lähtee ihmisistä ja ette    |  | valta Ruotsissa lähtee ihmisistä, ja että      |
| valtiopäivät oon kansan tärkein eustaja.    |  | valtiopäivät ovat kansan tärkein edustaja.     |
| Joka neljäs vuosi kansa valittee kukka      |  | Joka neljäs vuosi kansa valitsee, ketkä        |
| heitä eustavat valtiopäivilä, maakäräjillä  |  | heitä edustavat valtiopäivillä, maakäräjillä   |
| ja kunnissa.                                |  | ja kunnissa.                                   |

## Controversie
La principale critica mossa all'insegnamento del meänkieli si basa sul fatto che l'insegnamento del finlandese al suo posto darebbe ai locutori della lingua maggiori opportunità di proseguire i loro studi, potendo accedere alla molto più ricca letteratura finlandese, e allo stesso tempo migliorerebbe, nel campo linguistico, le relazioni tra la Svezia e la Finlandia, così come tra gli svedesi e le minoranze etniche di lingua finlandese. Oltretutto il supporto finanziario da parte del governo svedese è di gran lunga inferiore rispetto alle attività promosse, ad esempio in Norvegia, Finlandia e Paesi Bassi, per la tutela delle lingue minoritarie.
Diversi governi svedesi hanno criticato nel corso degli anni la Carta europea per le lingue regionali e minoritarie, affermando che essa non fa sufficiente distinzione tra le lingue parlate dagli immigrati recenti e le minoranze indigene, che nel caso del finlandese parlato in Svezia farebbe una grossa differenza; dagli anni quaranta agli anni settanta infatti, la Svezia ha ricevuto circa 400.000 immigrati finlandesi nei suoi centri urbani e industriali del sud. Inoltre gli abitanti della valle del Tornio hanno ben presente le differenze della loro lingua dal finlandese vero, il che ha comportato nel passato il tentare di nascondere la propria lingua. Dal 1995 la faccenda è stata risolta enfatizzando la differenza dal finlandese comune, parlato dalla minoranza finlandese in Svezia residente nelle regioni meridionali, e il meänkieli, parlato dalle comunità indigene del nord.